# Audembert
Audembert é uma comuna francesa na região administrativa de Altos da França, no departamento de Pas-de-Calais. Estende-se por uma área de 7,5 km². Em 2010 a comuna tinha 456 habitantes (densidade: 60,8 hab./km²).